# Андерсен, Ове
Ове Андерсен (фин. Ove Andersen; 2 августа 1899 — 13 января 1967) — финский легкоатлет, призёр Олимпийских игр.

## Биография
Ове Андерсен родился в 1899 году в Кюми (ныне — часть города Котка), Великое княжество Финляндское. 
Родителями Андерсена были владелец лесопилки, менеджер Мартин Андерсен и Фанни Мюри, а также супруга Керту Элина Кярккяйнен. В 1920 году он окончил учебное заведение им. Ловиизы.
В 1928 году на Олимпийских играх в Амстердаме он завоевал бронзовую медаль в беге на 3000 м с препятствиями.